# 아히루 문자
아히루 문자(일본어: 阿比留文字 아비루모지[*])란 신대 문자 일종이다.

## 기원
아히루 문자는 한글을 기본으로 일본어의 음운 체계에 맞춰 개량한 것이며 다른 신대 문자가 그렇듯이 후세에 만들어진 것이다. 에도 시대의 국학자들은 한자 전래 이전에 일본에 기존하던 문자를 찾는 일에 혈안이 돼서 이런 문자 체계를 창조해 고대 문자라고 속여 발표하는 일이 잦았다.

## 모양
한글의 자모와 기본 모양이 같다. 단지 모음 '어'가 일본어의 에 단의 음 표현에 사용되고 라 행을 나타내는 자음이 'ㄷ'을 좌우 반전하게 한 모양이며, '나'행을 나타내는 자음이 'ㄴ'에 가로선을 하나 그은 모양으로 사용되고 '야' 행을 나타내는 자음이 새로 생겼다.

## 기타 특징
일본어의 음운 체계에 맞춰 'ㄷ'이 '이' 앞에서는 'ぢ', '우' 앞에서는 'づ'의 자음을 나타내게끔 되어 있다. 이것은 당시 일본어에서 'dz'와 'dzh'가 'd'의 변이음이었기 때문이고 아히루 문자는, 모음 종류에 따라 자음 오른쪽이나 아래에 모음을 모아 쓰는 한글과 달리 모든 모음을 자음 오른쪽에 배열한다. 때에에 따라서는 모든 모음을 자음 아래로만 배열하기도 한다.